# Хернандо (Флорида)
Хернандо (енгл. Hernando) насељено је место без административног статуса у америчкој савезној држави Флорида.

## Демографија
По попису из 2010. године број становника је 9.054, што је 801 (9,7%) становника више него 2000. године.
| Група             | 2000.         | 2010.         |
| Белци             | 7.784 (94,3%) | 8.371 (92,5%) |
| Афроамериканци    | 187 (2,3%)    | 203 (2,2%)    |
| Азијати           | 43 (0,5%)     | 47 (0,5%)     |
| Хиспаноамериканци | 135 (1,6%)    | 313 (3,5%)    |
| Укупно            | 8.253         | 9.054         |